# RoboCop
Robocop er en amerikansk action- og science fiction-film fra 1987, instrueret af Paul Verhoeven.

## Handling
RoboCop (Peter Weller), halvt menneske, halvt robot, bliver sat ind i bekæmpelsen af kriminalitet i Old Detroit, men selv om RoboCop er programmeret til at pågribe og i værste fald udrydde alle kriminelle går nogle af forbryderne fri på grund af en fejl i indkodningen.

## Medvirkende
- Peter Weller – Robocop
- Nancy Allen – Anne Lewis
- Kurtwood Smith – Clarence Boddicker
- Ronny Cox – Dick Jones
- Dan O'Herlihy – The Old Man
- Miguel Ferrer – Bob Morton
- Ray Wise – Leon Nash